# Stefan Falimirz

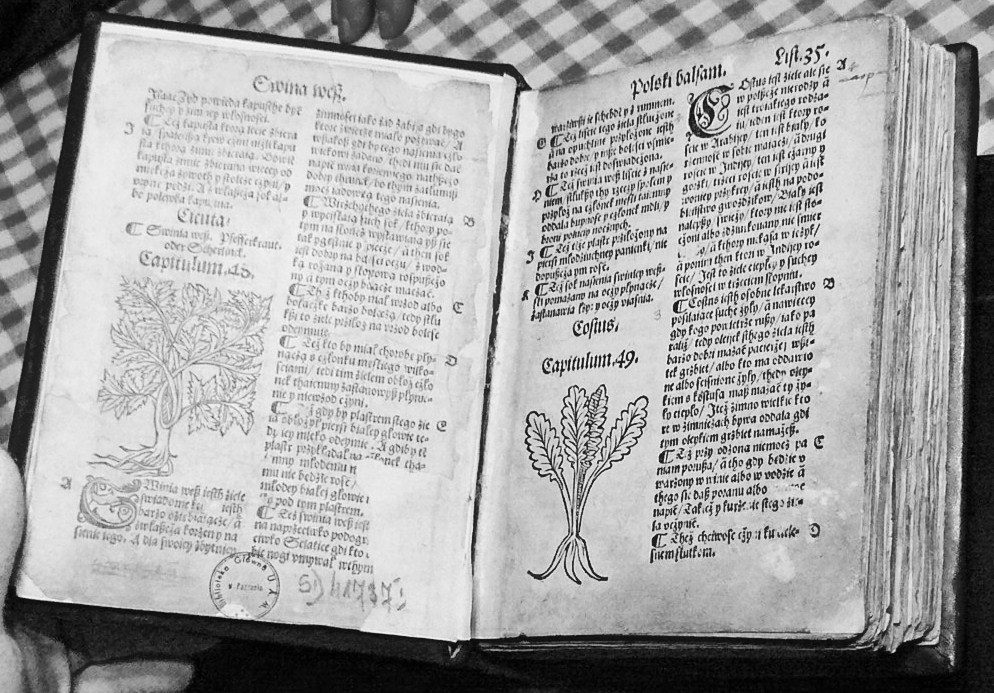
O ziołach i mocy ich ze zbiorów Biblioteki UAM

Stefan Falimirz znany też jako Falimierz (żył w 1. poł. XVI wieku) – botanik i lekarz, dworzanin wojewody podolskiego Jana Tęczyńskiego, tłumacz i redaktor.

## Życiorys
Falimirz pochodził z Rusi. Służył na dworze wojewody podolskiego Jana Tęczyńskiego w Kraśniku.

## Twórczość
Pracy nad swym dziełem podjął się na skutek zachęty drukarza krakowskiego Floriana Unglera oraz rajcy krakowskiego Hieronima Spiczyńskiego, swego dobroczyńcy. Autor pierwszego polskiego zielnika wydanego w 1534 w Krakowie – „Hortus sanitatis, O ziolach i o mocy ich”. Dzieło było parokrotnie wznawiane.
- O ziołach i o mocy ich, Kraków 1534, drukarnia F. Ungler, fragm. przedr. I. Chrzanowski, S. Kot Humanizm i reformacja w Polsce, Lwów 1927; S. Vrtel-Wierczyński Wybór tekstów staropolskich, Lwów 1930: wyd. 2, Warszawa 1950; wyd. 3, Warszawa 1963; W. Taszycki Obrońcy języka polskiego. Wiek XV–XVIII, Wrocław 1953, Biblioteka Narodowa, seria I, nr 146, (dzieło właściwie nie posiada tytułu ogólnego, tylko 9 nagłówków zawartych na karcie tytułowej, z których pierwszy zwykle podaje się jako tytuł)